# Damjan Bohar
Damjan Bohar (Mačkovci, 18 de octubre de 1991) es un futbolista esloveno que juega en la demarcación de centrocampista para el F. C. Koper de la Primera Liga de Eslovenia.

## Selección nacional
Tras jugar con la selección de fútbol sub-17 de Eslovenia y la sub-21, finalmente hizo su debut con la selección absoluta el 18 de noviembre de 2014 en un partido amistoso contra Colombia que finalizó con un resultado de 0-1 a favor del combinado colombiano tras el gol de Adrián Ramos.

## Clubes
| Club           | País      | Año       | Partidos | Goles |
| -------------- | --------- | --------- | -------- | ----- |
| ND Mura 05     | Eslovenia | 2009-2013 | 122      | 28    |
| N. K. Maribor  | Eslovenia | 2013-2018 | 195      | 27    |
| Zagłębie Lubin | Polonia   | 2018-2020 | 80       | 28    |
| N. K. Osijek   | Croacia   | 2020-2022 | 62       | 11    |
| Zagłębie Lubin | Polonia   | 2022-2024 | 39       | 4     |
| F. C. Koper    | Eslovenia | 2024-     | 9        | 1     |

## Palmarés

### Campeonatos nacionales
| Título                    | Club          | País      | Año  |
| ------------------------- | ------------- | --------- | ---- |
| Supercopa de Eslovenia    | N. K. Maribor | Eslovenia | 2013 |
| Primera Liga de Eslovenia | N. K. Maribor | Eslovenia | 2014 |
| Supercopa de Eslovenia    | N. K. Maribor | Eslovenia | 2014 |
| Primera Liga de Eslovenia | N. K. Maribor | Eslovenia | 2015 |
| Copa de Eslovenia         | N. K. Maribor | Eslovenia | 2016 |
| Primera Liga de Eslovenia | N. K. Maribor | Eslovenia | 2017 |
| Primera Liga de Eslovenia | N. K. Maribor | Eslovenia | 2018 |